# Etapa de Cascavel da Fórmula Truck

Mapa do autódromo.

A Etapa de Cascavel da Fórmula Truck é um dos circuitos mais tradicionais da Fórmula Truck, realizada no Autódromo Internacional de Cascavel, em Cascavel, Paraná.
A Truck realizou a primeira prova experimental da categoria em Cascavel no ano de 1995, que ainda estava não homologada na CBA. Cascavel porém só teve uma prova oficial na temporada de 1999, e assim constante até o ano de 2004.
Em 2005 não houve a etapa e recebeu etapas em 2006 e 2007.
Devido a revitalização do autódromo ficou um certo tempo sem etapas.

## Campeões
- 1999 - Oswaldo Drugovich Júnior - Scania
- 2012 - Leandro Totti - Mercedes-Benz